# CNN Türk
CNN Türk is een Turkse nieuwszender die gelanceerd is op 11 oktober 1999 als de gelokaliseerde variant van het Amerikaanse CNN. Het zendt exclusief uit voor Turkije en is eigendom van Warner Bros. Discovery en Demirören Group. Het hoofdkantoor bevindt zich in Istanboel.

## Staatsgreeppoging 2016
Op 15 juli 2016 werd CNN Türk gedwongen te sluiten door soldaten tijdens de Turkse staatsgreeppoging in 2016. Televisiezender CNN Türk was rond 4 uur 's ochtends opnieuw in de ether gegaan. Eerder meldde de zender zelf dat soldaten waren binnengevallen in de studio. Op beelden was te zien hoe het personeel de nieuwsstudio rustig verliet, al waren er volgens dpa ook schoten en tumult te horen in het gebouw. Eerder was ook de staatszender TRT een tijdje uit de lucht.